# Chirothecia uncata
Chirothecia uncata är en spindelart som beskrevs av Soares, Camargo 1948. Chirothecia uncata ingår i släktet Chirothecia och familjen hoppspindlar. Inga underarter finns listade i Catalogue of Life.